# Oscar Loya
Oscar Loya (né en 1979, à Indio, Californie) est un chanteur américain travaillant à Broadway.
Il représente l'Allemagne en duo avec Alex Christensen lors de la finale du Concours Eurovision de la chanson 2009 à Moscou, le 16 mai 2009, avec la chanson Miss Kiss Kiss Bang. La strip-teaseuse Dita von Teese apparait sur la scène durant la deuxième moitié de la chanson. Il finit en 20e position sur 25 pays.
D'octobre 2012 à juin 2013, Oscar Loya a joué le rôle principal dans la revue SHOW ME dans le Friedrichstadt-Palast de Berlin.